# Corallium ducale
Corallium ducale är en korallart som beskrevs av Bayer. Corallium ducale ingår i släktet Corallium och familjen Coralliidae. Inga underarter finns listade i Catalogue of Life.